# Hella Joof
Hella Joof (født 1. november 1962 i Birkerød) er en dansk skuespillerinde, filminstruktør, komiker og forfatter. Joof udtales [dju·f].
Hun har været medlem af såvel Lex & Klatten som Det brune punktum sammen med Martin Brygmann, Peter Frödin og Paprika Steen (sidstnævnte dog kun med i Lex & Klatten). Hella Joof er datter af en dansk mor og en far af gambiansk afstamning.

## Karriere
Hella Joof blev uddannet skuespillerinde i 1990 fra Odense Teater. Den 1. september 2009 begyndte Hella Joof at studere teologi på Københavns Universitet.
Sammen med Peter Frödin har hun lavet børne- og ungdomsprogrammer for DR, bl.a. Bullerfnis og Far, mor og Blyp.
Fra 1992 optrådte hun i den musikalske komikergruppe Guds blinde øje sammen med Paprika Steen, Martin Brygmann og Peter Frödin. Gruppen fik senere navnet Lex & Klatten, og producerede i anden halvdel af halvfemserne en række populære tv-programmer, forestillinger og cd-udgivelser. Fra 1998 uden Paprika Steen under navnet Det Brune Punktum.
I 2001 debuterede hun som filminstruktør med filmen En kort en lang, der blev en stor publikumssucces med over 500.000 solgte billetter.
Siden har hun instrueret spillefilmene Oh Happy Day (2004), Fidibus (2006) og Se min kjole (2009).
Yderligere har Joof instrueret sit-com'en Hvor svært kan det være (2002) og tv-serien Album (2008) efter Benn Q. Holms roman af samme navn.
Hun har fungeret som dommer sammen med Jokeren og Nikolaj Koppel i DR's Talent 2009 og Talent 2010.
Siden 2011 har hun været, og er stadig, ambassadør for Fairtrade/Max Havelaar i Danmark og har blandt andet besøgt et te-kooperativ i Malawi.
Fra 2010 til 2012 var hun sammen med Nikolaj Koppel vært for radioprogrammet Åbent Hus på P2. Programmet omhandler klassisk musik og målgruppen er nysgerrige, uerfarne lyttere af klassisk musik samt allerede indviede lyttere.
Hella Joof var med i Vild Med Dans på Tv2 i 2011.
I 2017 blev hun udpeget som medlem af Disruptionrådet.

## Filmografi

### Instruktør på film
- 2001: En kort, en lang også manuskriptforfatter
- 2004: Oh Happy Day også manuskriptforfatter
- 2006: Fidibus også manuskriptforfatter
- 2008: Linas aftenbog
- 2009: Se min kjole også manuskriptforfatter
- 2012: Sover Dolly på ryggen
- 2014: All Inclusive
- 2018: Happy Ending også manuskriptforfatter
- 2023: Meter I Sekundet

### Instruktør på TV-serier
- 2001: Hvor svært kan det være
- 2008: Album
- 2011: Anstalten

### Skuespiller i film
- 1987: Peter von Scholten
- 1994: Snøvsen Ta'r Springet som musikeren Ditte
- 1996: De største helte som Eva
- 1997: Hannibal & Jerry som politibetjent
- 1998: Mimi og madammerne som Pernille
- 1999: Den eneste ene som adoptionsdamen
- 2002: Humørkort-stativ-sælgerens søn som Bolette
- 2003: En som Hodder som skolepsykolog
- 2013: Talenttyven som politibetjenten Ulla

### Medvirken i TV-serier
- 1990'erne: Bullerfnis
- 1996: Far, mor og Blyp
- 1998: Hjerteflimmer som Sarahs klient
- 2001: Hvor svært kan det være
- 2011: Anstalten som Sonja
- 2016: En bid af historien som værtinde